# Arthur (Betriebssystem)
Arthur ist ein Betriebssystem mit grafischer Benutzeroberfläche des Herstellers Acorn, das auf deren ARM-Prozessor-basierten Computern verwendet wird, etwa auf dem Acorn Archimedes.
Die erste Version von Arthur erschien 1987. Es ist nicht multitaskingfähig, die grafische Benutzeroberfläche wurde vollständig in BBC BASIC geschrieben.
Abgelöst wurde Arthur von RISC OS 2, dessen Benutzeroberfläche (WIMP) im Gegensatz zu Arthur in Assemblersprache geschrieben war. Die meisten Anwendungen, die für Arthur geschrieben waren, liefen auch unter RISC OS.